# Campeonato Sudamericano de Clubes de Rugby 1989
El  Campeonato Sudamericano de Clubes de Rugby de 1989 fue la quinta edición del torneo sudamericano de rugby de clubes campeones.

## Participantes
| Liga                               | Ganador             |
| ---------------------------------- | ------------------- |
| Torneo de la URBA 1988             | San Isidro Club     |
| Campeonato Central de Rugby 1988   | Old Boys            |
| Campeonato Paraguayo de Rugby 1988 | San José            |
| Campeonato Uruguayo de Rugby 1988  | Old Christians Club |

## Desarrollo

### Semifinales
| 13 de enero de 1989 | San Isidro Club | 37 - 9 | Old Boys |  |  |

| 13 de enero de 1989 | San José | 12 - 24 | Old Christians Club |  |  |

#### Tercer puesto
| 15 de enero de 1989 | Old Boys | 32 - 17 | CURDA |  |  |

#### Final
| 15 de enero de 1989 | San Isidro Club | 37 - 4 | Old Christians Club |  |  |

| Bandera de Argentina    |
| Campeón San Isidro Club |
| Tercer título           |